# Người Máy 200 Tuổi
Người Máy Hai Trăm Tuổi (tiếng Anh: Bicentennial Man) là một bộ phim của điện ảnh Hoa Kỳ thuộc thể loại khoa học viễn tưởng sản xuất năm 1999, dù vậy lại thích hợp cho gia đình với diễn viên chính là Robin Williams. Bộ phim được chuyển thể dựa trên tiểu thuyết The Positronic Man, bởi đồng tác giả Isaac Asimov và Robert Silverberg, bên cạnh đó cốt truyện cũng dựa theo bản gốc của tiểu thuyết The Bicentennial Man của Asimov, nội dung tác phẩm nói về tình người, nô lệ, định kiến, sự sáng tạo, cái đúng cái sai, tình dục, tình yêu, và sự bất tử. Bộ phim được sản xuất dưới sự chỉ đạo của đạo diễn Chris Columbus và sự hợp tác sản xuất của Touchstone Pictures và Columbia Pictures. Tựa đề phim xuất phát từ việc nhân vật chính sống từ lúc mở máy cho đến khi chết như một con người là 200 năm.
Bộ phim đưa khán giả tới những năm đầu tiên trong thiên niên kỷ tiếp theo, khi công nghệ chế tạo robot phát triển đến đỉnh cao và việc sử dụng người máy để giúp việc gia đình trở nên phổ biến. Phim cũng từng được phát sóng ở Việt Nam trên kênh truyền hình VTV3 khung giờ buổi chiều.

## Nội dung
Nhân vật chính là Andrew Martin (do Robin Williams đóng), một robot gia nhân tiên tiến nhất được Richard Martin (do Sam Neil đóng) mua về làm quà tặng cho cô con gái út Amanda Martin (do Hallie Kate Eisenberg đóng). Ngay từ những ngày đầu tiên, mọi người trong gia đình Martin đã coi Andrew là thành viên trong nhà. Chỉ vài tháng sau, họ dường như đã quên mất đó là một người máy.
Andrew không phải là robot bình thường. Nó được gắn một chip đặc biệt giúp người máy phát triển tư duy trí tuệ và cảm xúc. Nhờ đó, Andrew là một trong số ít người máy có khả năng hiểu cảm xúc của con người và biết đặt ra những câu hỏi về nhân sinh quan. Chăm lo từng bữa ăn giấc ngủ cho Amanda, Andrew đã thầm yêu cô khi cô trở thành một thiếu nữ. Tuy nhiên, thân phận của một người máy gia nhân không cho phép nó thổ lộ tình cảm. Ngày Amanda vào nhà thờ làm lễ cưới, Andrew chỉ biết đứng nhìn.
Kể từ sau đám cưới của Amanda, khát khao được làm người ngày càng lớn dần trong tâm trí Andrew. Anh muốn được tự do, được lao động, biết vui buồn và được yêu. Thời gian trôi nhanh. Những người thân yêu trong gia đình Martin lần lượt về với thế giới bên kia trong khi Andrew chẳng có gì thay đổi. Anh vẫn âm thầm thực hiện giấc mơ trở thành người. Một ngày nọ, Andrew gặp Rupert Burns (do Kiersten Warren đóng), một chuyên gia tài năng về công nghệ chế tạo người máy. Anh thổ lộ tâm tư và được Rupert này hứa giúp đỡ. Một thời gian sau, anh như được tiếp thêm sức mạnh khi gặp Portia Charney (do Embeth Davitdz đóng), cháu gái của bà Amanda. Rồi hình hài của Andrew cũng dần giống con người dưới bàn tay tài hoa của Burns. Niềm vui của anh càng tăng lên gấp bội khi Portia chấp nhận lời tỏ tình của anh.
Nhưng một con người thực sự luôn phải đối mặt với vấn đề lão hóa và chết đi - điều không bao giờ xảy ra với Andrew. Mặc dù đã có hình dáng của một con người, nhưng Andrew không được cộng đồng công nhận là người chính vì điều đó. Để giúp Portia giữ mãi được sự trẻ trung, anh đã nghiên cứu một loại thuốc đặc biệt giúp ngăn chặn sự lão hóa của tế bào.
Hai trăm năm đã trôi qua kể từ ngày người ta chế tạo ra Andrew. Người bạn đời của ông, Portia, cũng đã sống hơn trăm tuổi, nhưng vẫn giữ được hình dáng của tuổi đôi mươi. Càng ngày Portia càng cảm thấy sự vô nghĩa của một cuộc sống bất tử. Một ngày nọ, bà quyết định không uống thần dược của Andrew.
Quyết định đó khiến Portia già đi nhanh chóng. Khi Andrew phát hiện ra điều đó ở người vợ, ông đã phải suy nghĩ rất nhiều. Portia cho rằng sẽ là ích kỷ và đi ngược lại tự nhiên nếu bà sống chỉ cho riêng mình, và Andrew cũng sẽ mãi mãi không được coi là người nếu ông không già đi. Sau bao ngày suy nghĩ, cuối cùng Andrew đi tới một quyết định...
Được làm người, đó là điều tưởng chừng như rất đơn giản, nhưng lại là một chặng đường gian nan đối với nhiều thực thể khác. Anh chàng người máy Andrew phải mất hai trăm năm mới có được hình dạng và tư duy như con người, nhưng cũng chính điều đó đã đưa anh tới quyết định tự hủy diệt chỉ vì muốn được công nhận là con người chân chính. Cảnh Andrew và Portia nắm tay nhau rồi mỉm cười trên giường trước khi đi vào cõi hư vô là cảnh cảm động nhất trong phim. Cảnh cuối là cảnh họ trao gửi nhau những lời tiễn biệt cuối cùng.